# Genlisea

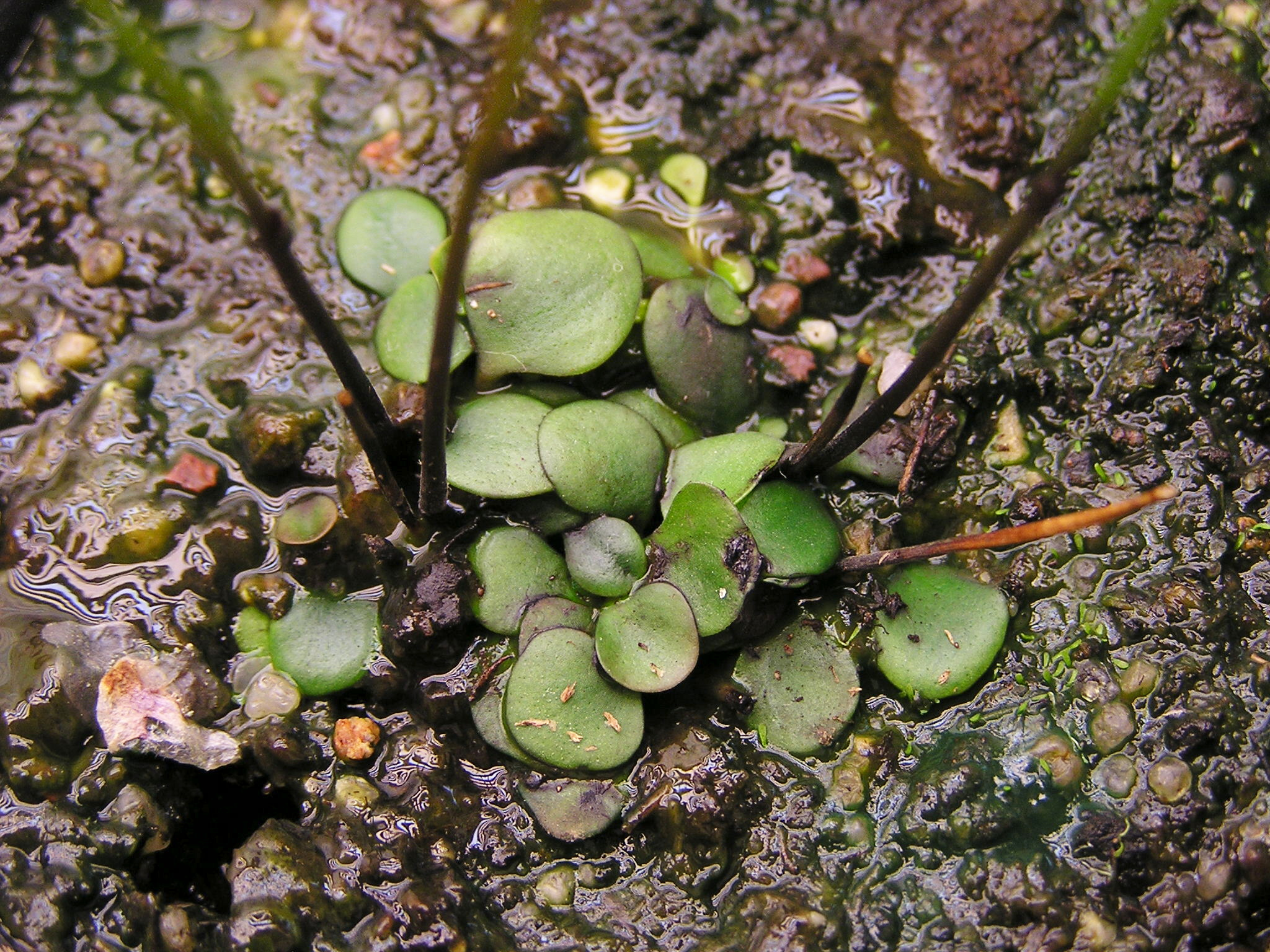
Liście Genlisea subglabra

Genlisea (Genlisea) – rodzaj roślin z rodziny pływaczowatych (Lentibulariaceae). Obejmuje 29–30 gatunków. Gatunki z tego rodzaju występują w Ameryce Środkowej i Południowej, w Afryce oraz na Madagaskarze. Rośliny te uprawiane są przez miłośników roślin mięsożernych oraz w ogrodach botanicznych.

## Morfologia
Rośliny zielne jedno lub wieloletnie. Korzeni brak, nawet w rozwoju zarodkowym. Roślina o liściach dwojako wykształconych. Liście asymilacyjne, nadziemne są zielone i mają kształt języczkowaty. Pułapkowe liście podziemne mają skomplikowaną budowę. W aparacie chwytnym tzn. pułapce wyróżnia się trzonek, brzuszasto rozdętą komorę trawienną i długą szyjkę przechodzącą w dwa spiralnie skręcone ramiona. Pierwotniaki oraz drobne bezkręgowce takie jak: wrotki, pierścienice czy drobne skorupiaki dostają się do pułapki przez niewielkie otwory znajdujące się w ramionach. Średnica komory waha się od 0,5–0,8 mm, więc roślina może złapać tylko niewielkie organizmy.

## Systematyka
Pozycja systematyczna według Angiosperm Phylogeny Website (aktualizowany system APG IV z 2016)
Jeden z trzech rodzajów rodziny pływaczowatych (Lentibulariaceae) znajdującej się w grupie o niejasnych powiązaniach filogenetycznych przedstawianej w politomii w obrębie jasnotowców. 
Pozycja w systemie Reveala (1994–1999)
Gromada okrytonasienne (Magnoliopsida Cronquist), podgromada Magnoliophytina Frohne & U. Jensen ex Reveal, klasa Rosopsida Batsch, podklasa jasnotowe (Lamiidae Takht. ex Reveal), nadrząd Lamianae Takht., rząd jasnotowce (Lamiales Bromhead), rodzina pływaczowate (Lentibulariaceae Rich. in Poit. & Turpin), rodzaj Genlisea A.St.-Hil..
Wykaz gatunków
- Genlisea africana Oliv.
- Genlisea angolensis R.D.Good
- Genlisea aurea A.St.-Hil.
- Genlisea barthlottii Porembski, Eb.Fisch. & Gemmel
- Genlisea exhibitionista Rivadavia & A.Fleischm.
- Genlisea filiformis A.St.-Hil.
- Genlisea flexuosa Rivadavia, A.Fleischm. & Gonella
- Genlisea glabra P.Taylor
- Genlisea glandulosissima R.E.Fr.
- Genlisea guianensis N.E.Br.
- Genlisea hawkingii S.R.Silva, B.J.Płachno & V.Miranda[8]
- Genlisea hispidula Stapf
- Genlisea lobata Fromm
- Genlisea margaretae Hutch.
- Genlisea metallica Rivadavia & A.Fleischm.
- Genlisea multiflora A.Fleischm. & S.M.Costa
- Genlisea nebulicola Rivadavia, Gonella & A.Fleischm.
- Genlisea nigrocaulis Steyerm.
- Genlisea oligophylla Rivadavia & A.Fleischm.
- Genlisea oxycentron P.Taylor
- Genlisea pallida Fromm & P.Taylor
- Genlisea pulchella Tutin
- Genlisea pygmaea A.St.-Hil.
- Genlisea repens Benj.
- Genlisea roraimensis N.E.Br.
- Genlisea sanariapoana Steyerm.
- Genlisea stapfii A.Chev.
- Genlisea subglabra Stapf
- Genlisea tuberosa Rivadavia, Gonella & A.Fleischm.
- Genlisea uncinata P.Taylor & Fromm
- Genlisea violacea A.St.-Hil.